# Digital.CSIC
Digital.CSIC es un repositorio o depósito científico multidisciplinar de acceso abierto ubicado en España que contiene documentos digitales con los resultados de la labor investigadora realizada en centros e institutos del Consejo Superior de Investigaciones Científicas (CSIC).

## Creación
Se creó en 2008 como resultado de la firma de la Declaración de Berlín por parte de la Presidencia del CSIC mediante la que el CSIC se comprometió a difundir la investigación de su comunidad científica en acceso abierto. En abril de 2019 la presidencia del CSIC anunció su Mandato de Acceso Abierto afectando a publicaciones y conjuntos de datos relacionados.

## Comunidades y colecciones en Digital.CSIC
Los distintos centros de investigación se agrupan en las siguientes disciplinas:
- Biología y Biomedicina
- Ciencia y Tecnología de Alimentos
- Ciencia y Tecnología de Materiales
- Ciencia y Tecnologías Físicas
- Ciencia y Tecnologías Químicas
- Ciencias Agrarias
- Humanidades y Ciencias Sociales
- Recursos Naturales
- Servicios Centrales CSIC

## Portal Monitor del Mandato CSIC de Acceso Abierto
El Portal Monitor del Mandato CSIC de Acceso Abierto es una iniciativa del Consejo Superior de Investigaciones Científicas (CSIC) destinada a analizar periódicamente el grado de cumplimiento del mandato institucional de acceso abierto, vigente desde el 1 de abril de 2019.
Este mandato sigue la política de acceso abierto por la llamada "ruta verde", lo que significa que la difusión de los resultados de investigación del CSIC se realiza a través de su repositorio institucional, DIGITAL.CSIC.
Las principales disposiciones del mandato incluyen:
- Publicaciones revisadas por pares: Se requiere que las referencias bibliográficas (metadatos) de todas las publicaciones científicas, tales como artículos, capítulos de libros, libros y comunicaciones de congresos, se hagan públicas de manera permanente en DIGITAL.CSIC desde el momento de su aceptación editorial. Asimismo, los textos completos deben estar disponibles en acceso abierto tan pronto como lo permitan las políticas editoriales.

- Conjuntos de datos: Las referencias bibliográficas de los conjuntos de datos asociados a artículos científicos deben publicarse de forma permanente en DIGITAL.CSIC desde la aceptación editorial de los artículos correspondientes. Estos conjuntos de datos deben estar en acceso abierto en DIGITAL.CSIC, salvo en los casos en que existan legítimas razones de confidencialidad, propiedad intelectual o seguridad.

El Portal Monitor del Mandato CSIC de Acceso Abierto se actualiza anualmente y está disponible públicamente, proporcionando transparencia y promoviendo la difusión en acceso abierto de los resultados de investigación del CSIC.

### Quinta edición del mandato: Resultados de la monitorización
La quinta edición del Portal Monitor del Mandato CSIC de Acceso Abierto presenta los resultados del depósito de publicaciones científicas del CSIC en DIGITAL.CSIC entre 2019 y 2023. Estos datos reflejan el grado de cumplimiento de la primera disposición del mandato institucional, que exige a los investigadores del CSIC depositar las referencias bibliográficas de las publicaciones revisadas por pares en DIGITAL.CSIC no más tarde de su aceptación editorial.
El análisis de la evolución del depósito de publicaciones revisadas por pares en DIGITAL.CSIC durante los primeros cinco años del mandato muestra una progresión significativa. Las cifras se obtienen a partir de la extracción y análisis de datos realizados en el verano posterior a cada año analizado.
Si se compara el volumen total anual de publicaciones CSIC susceptibles de depósito en el repositorio, se observa que el año con mayor producción científica fue 2019. Esto se debe a que, en los ejercicios de 2019 a 2021, se incluyeron también las contribuciones a congresos, lo que generó un mayor volumen en comparación con años posteriores. A partir de 2022, solo se contabilizan artículos de revistas, libros, capítulos de libros y actas de congresos publicadas.
Los datos recogidos para la producción científica de 2023 indican un total de 16.236 publicaciones, de las cuales el 96,28% están depositadas en DIGITAL.CSIC en el momento del análisis. En comparación, en el ejercicio previo (2022) se registraron 17.450 publicaciones, con un grado de depósito del 74,26%. Esto refleja una mejora significativa en la tasa de depósito, que ha alcanzado su punto más alto desde el inicio del mandato.
A continuación, se presentan los porcentajes de producción CSIC depositados en DIGITAL.CSIC en los últimos cinco años:
| Año  | % de producción en DIGITAL.CSIC |
| ---- | ------------------------------- |
| 2023 | 96,28%                          |
| 2022 | 74,26%                          |
| 2021 | 66,50%                          |
| 2020 | 74,25%                          |
| 2019 | 64,68%                          |

El 96,28% de depósito alcanzado en 2023 supone un hito en la monitorización del mandato de acceso abierto del CSIC.